# Supernode
Als Supernode oder Ultrapeer wird ein Computer bezeichnet, der als Knotenpunkt in einem Peer-to-Peer-Netzwerk (P2P) dient. Supernodes agieren als vorübergehende Index- bzw. Verzeichnisserver für andere, weniger belastbare Clients und erhöhen somit die Skalierbarkeit des Netzwerks. Außerdem leiten sie oft auch Daten wie z. B.. Suchanfragen weiter. Die Supernode-Funktionalität ist oft in die Clientsoftware eingebaut und jeder Nutzer kann, eine gewisse Bandbreite und leistungsfähigen PC vorausgesetzt, seinen Computer zu einem Supernode machen. Damit sind sie den Relais genannten Knotenpunkten des Tor-Netzwerks sehr ähnlich.

## FastTrack
Das erste bekannteste und vermutlich erste P2P-Netzwerk mit Supernode-Unterstützung ist FastTrack. Dabei handelt es sich um ein proprietäres und verschlüsseltes Netzwerkprotokoll für den firmeneigenen Kazaa-Client, durch den es auch bekannt geworden ist. Um sich überhaupt erfolgreich zum Netzwerk verbinden zu können, ist eine Liste von IP-Adressen einiger Supernodes fest in den Client einprogrammiert. Der Client versucht zunächst eine Verbindung zu ihnen herzustellen und falls erfolgreich, ruft er eine Liste derzeit aktiver, neuer Supernodes ab, die auch für zukünftige Verbindungsversuche mitgenutzt werden. Der Client sucht sich daraufhin aus der Liste einen Supernode aus, dem er eine Liste seiner angebotenen Dateien hochlädt und über den nun auch sämtliche Suchanfragen stellt. Der Supernode kommuniziert mit weiteren Supernodes, um Suchanfragen der Clients zu erfüllen. Wurde eine gesuchte Datei gefunden, baut der Client eine direkte Verbindung zur Quelle auf und die Datei wird über HTTP übertragen. Die neuen Supernodes und die dadurch im Vergleich zu anderem Netzwerken insgesamt höhere Suchgeschwindigkeit sicherten FastTrack und damit auch Kazaa zum damaligen Zeitpunkt eine große Beliebtheit. Heutzutage unterstützen jedoch auch viele andere Clients, Netzwerke und Protokolle die Supernode-Infrastruktur oder eine Variante davon, unter anderem auch Gnutella und Gnutella2. Auch der ursprünglich nur für OpenNap-Server geschaffene Client WinMX kann sich mittlerweile über zwei Verbindungsarten in ein zusätzliches, clienteigenes Netzwerk (WPN) einwählen. Die sogenannte „Primary Connection“ ("Primärverbindung") gleicht dabei einem Supernode.